# Steatosoma rufiventris
Steatosoma rufiventris là một loài ruồi trong họ Tachinidae.